# 新宿セミナー

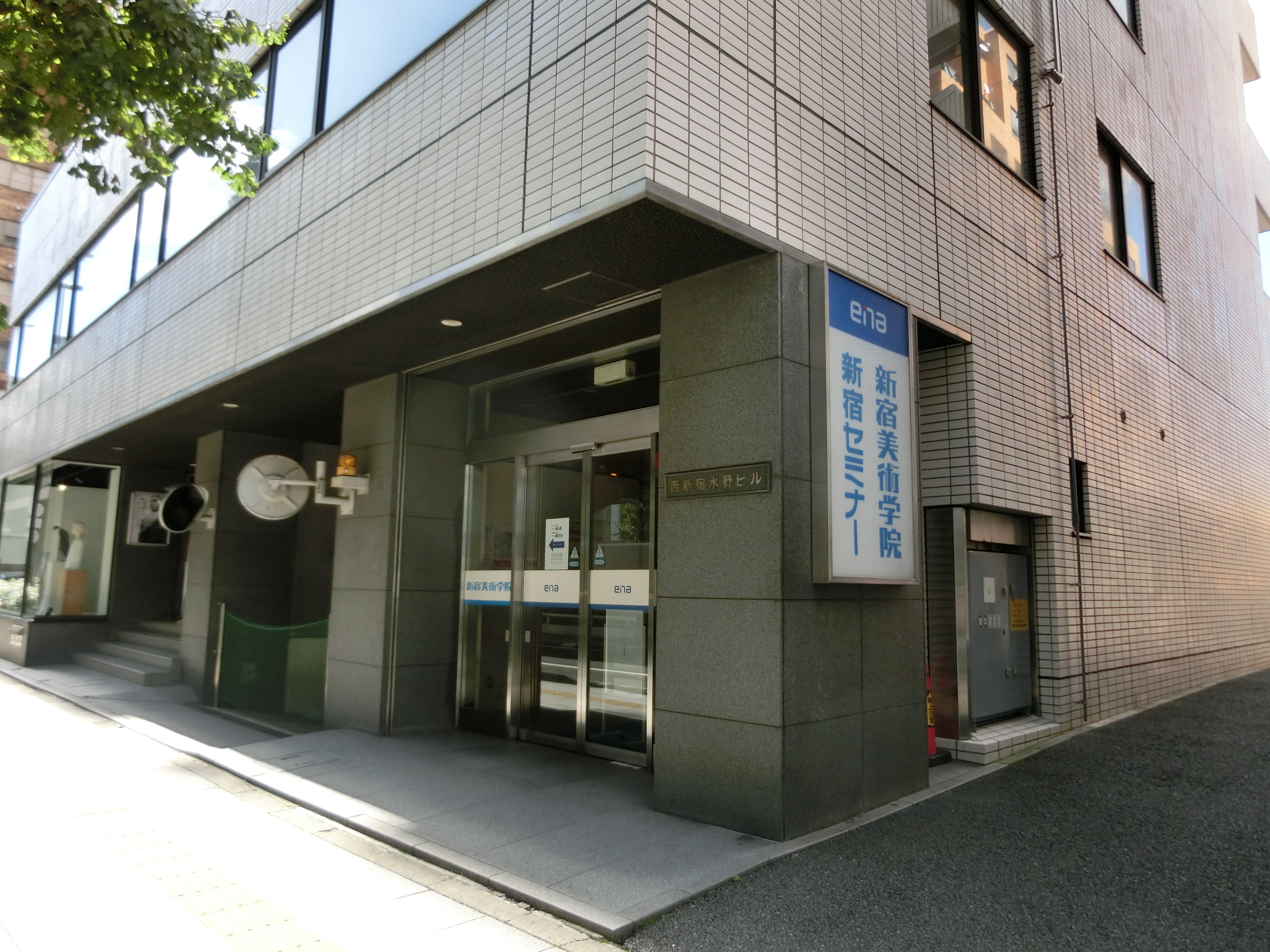
新宿セミナー新宿校

新宿セミナー（しんじゅくセミナー）とは、看護系・医療技術系の大学・短期大学・専門学校等の受験対策予備校。受験生などの間では「新セミ」と略して呼ばれることもある。芸術大学・美術大学受験専門予備校の新宿美術学院（通称「新美」）を併設している。

## 概要
1970年、東京都新宿区新宿二丁目に大学受験の総合予備学校として開校。芸術大学・美術大学受験専門予備校の新宿美術学院も同時に開校した。長らく新宿二丁目の校舎（二棟）のみであったが、2012年までに横浜、千葉、柏、大宮に校舎を展開した。かつては高崎、立川にも校舎が存在した。2012年に学究社が経営権を取得した後、同年国立に新校舎開校。2014年3月15日、池袋、町田、津田沼に新校舎開校。新宿セミナー新宿校及び新宿美術学院は2013年3月18日に西新宿の現校地に移転した。2015年3月に御茶ノ水、同年6月に自由が丘・王子に新校舎開校。2016年2月に所沢・新越谷に新校舎開校。

## 歴史
元々は大学受験の総合予備学校であり、通信教育や模擬試験等も多数展開していた。首都圏では受講料・受験料が割安な予備校として知られていた。
また、大手予備校の有名講師が兼任で出講していたため、講習会の時期には、大手予備校の講座が締め切りになったため新宿セミナーに受講しにくる、といった学生もいるほどであった。
1990年代後半以降、バブル経済の崩壊による浪人生の減少や、少子化に伴う18歳人口を激減を受け、看護系・医療技術系の大学・短大・専門学校等の受験対策予備校に特化し、現在に至っている。看護系・医療技術系の学校への合格率、また、人気校における合格者占有率が非常に高く、看護医療系志望者対象の看護医療全国模試（高3/5月・7月・9月・11月）（高2/10月・2月）や看護医療系受験情報誌『PROGRSS』（7月号/11月号/合格ガイド）発行、看護医療系入試ガイダンス（夏/冬）、高等学校進路指導教員対象の受験指導研究講演会、各高等学校内での看護医療系進路ガイダンスや看護医療系受験対策講演会の実施、看護医療系受験専門予備校として多数実施しており、この分野では大手に成長した。
看護師国家試験対策、理学療法士・作業療法士国家試験対策といった国家試験対策講座も実施している。
2012年1月20日に、学習塾enaを経営する学究社が、新宿セミナーと新宿美術学院の2校の名称と営業権を3月1日付で譲り受けると発表した。